# Kinzigtalbahn
La Kinzigtalbahn est une ligne de chemin de fer, longeant d'Hausach à Freudenstadt, la vallée de la Kinzig (Bade-Wurtemberg) en Forêt Noire. C'est une ligne de montagne, à voie unique non électrifiée, comprenant de nombreux tunnels.

## Histoire
Autrefois la gare de Schiltach bénéficiait d'un trafic de trains de fret, par son embranchement avec la Ligne de chemins de fer Schiltach-Schramberg.